# Joost Korte
Joost Korte (* 1958) ist ein niederländischer EU-Beamter und seit März 2018 Generaldirektor der Generaldirektion Beschäftigung, Soziales und Inklusion der Europäischen Union.
Joost Korte studierte Rechtswissenschaften mit Abschluss als Master an der Universität Utrecht. Nach Tätigkeiten im universitären Bereich trat er 1991 in den Dienst der Europäischen Kommission. Von 2002 bis 2004 war er stellvertretender Kabinettschef des Kommissars Chris Patten, anschließend bis 2007 als Kabinettschef für Danuta Hübner tätig. Er wechselte ins Generalsekretariat der Kommission, wo er von 2009 bis 2011 als Direktor amtierte. Von 2012 bis 2014 war er Stellvertretender Generaldirektor in der Generaldirektion Erweiterung, dann Stellvertretender Generaldirektor in der Generaldirektion Landwirtschaft.